# Enneastichus
Enneastichus is een geslacht van vliesvleugeligen uit de familie Eulophidae. De wetenschappelijke naam van dit geslacht is voor het eerst geldig gepubliceerd in 1910 door Kieffer.

## Soorten
Het geslacht Enneastichus is monotypisch en omvat slechts de volgende soort:
- Enneastichus pustularum Kieffer, 1910